# Battaglia di Mentana
La battaglia di Mentana fu uno scontro a fuoco avvenuto presso la cittadina di Mentana, nel Lazio. L'evento bellico si svolse il 3 novembre 1867, quando le truppe pontificie, coadiuvate da un battaglione francese, si scontrarono con i volontari di Giuseppe Garibaldi, diretti a Tivoli per sciogliere la legione, essendo fallita la presa di Roma per la mancata insurrezione dei romani. 

## Premesse
Sin dalla costituzione del Regno d'Italia nel 1861, Camillo Cavour aveva dichiarato che il suo ultimo scopo era fare di Roma la capitale definitiva dello Stato. La città apparteneva allo Stato Pontificio che era completamente circondato dal regno di Vittorio Emanuele II. Negli anni seguenti la questione romana divenne il tema principale della politica estera italiana. Complicava il quadro la forte ingerenza della Francia nelle relazioni tra i due Paesi: Napoleone III era alleato dell'Italia, ma sin dal 1849 una guarnigione francese difendeva Roma da eventuali attacchi italiani.
La questione romana era fonte di tensione costante anche per la politica interna italiana. Nel 1862 Giuseppe Garibaldi tentò una spedizione armata verso Roma. Nelle sue intenzioni doveva essere una ripresa della spedizione dei Mille. Partì con i suoi uomini dalla Sicilia, ma venne fermato dall'esercito italiano il 29 agosto sull'Aspromonte: ferito, venne fatto prigioniero e messo agli arresti domiciliari nell'isola di Caprera. L'Italia non volle mettere alla prova l'amicizia col potente vicino francese.
Negli anni successivi il governo italiano si mosse per vie diplomatiche: inizialmente propose alla Francia il ritiro del contingente di stanza nell'Urbe; ma la Francia oppose un diniego. Si arrivò così alla Convenzione del 15 settembre 1864. Il Regno d'Italia si impegnò a rispettare l'indipendenza dello Stato Pontificio e a difenderla, anche con la forza, da ogni attacco dall'esterno (ma non dall'interno); la Francia acconsentì a ritirare le proprie truppe entro due anni, in modo da lasciare all'esercito pontificio il tempo di organizzarsi in un'efficiente forza di combattimento.
L'obiettivo dell'annessione di Roma rimaneva comunque assai popolare, né il Regno rinunciò al proposito di fare della città la sua nuova capitale, come sancito, a suo tempo, dal Cavour in persona. Diverse furono, in effetti, le azioni dei garibaldini sui confini o nella stessa Città eterna.

## L'organizzazione della spedizione garibaldina
Il 12 agosto 1866, al termine della cosiddetta Terza guerra di indipendenza italiana (parte della guerra austro-prussiana), con l'armistizio di Cormons il Regno d'Italia aveva guadagnato Mantova, Venezia e un'adeguata sistemazione dei confini orientali. Rimaneva aperta la questione di Roma e del Lazio, ovvero dello Stato Pontificio. Era rinviata a tempi migliori la questione di Trento e Trieste.
A ciò si aggiunga che nel dicembre 1866 le ultime unità del corpo di spedizione francese si erano imbarcate a Civitavecchia per la Francia, in applicazione della convenzione del 1864.
Particolarmente impegnato sulla "Questione romana", ormai da due decenni Garibaldi andava dichiarando come fosse venuto il tempo di «far crollare la baracca pontificia» e il 9 settembre 1867, a un Congresso della Pace ospitato dalla protestante città di Ginevra, definiva il Papato «negazione di Dio [...] vergogna e piaga d'Italia».
Da tenere ben presente, in questo contesto, è la rinnovata popolarità che Garibaldi aveva conquistato con la guerra del 1866, quale unico generale italiano che avesse saputo battere gli austriaci alla battaglia di Bezzecca (mentre l'esercito e la marina del re avevano dovuto subire le duplici sconfitte di Custoza e di Lissa). Ciò gli conferiva un rinnovato margine di manovra e rendeva assai più difficile al governo regio (comunque impegnato al rispetto della convenzione del 1864) fermare l'agitazione o i preparativi delle camicie rosse.
Garibaldi riuscì così a organizzare la "Legione garibaldina", un piccolo esercito di circa 10 000 volontari, predisponendo, al contempo, un piano per la sollevazione di Roma.
La notizia di questa mobilitazione, tuttavia, era stata sbandierata in pubblico: ciò permise all'imperatore dei Francesi Napoleone III di programmare con congruo anticipo una spedizione di soccorso al pontefice (che giunse infatti a Civitavecchia pochi giorni dopo l'inizio dell'invasione del Lazio). Vennero inoltre messe in allarme le truppe dell'esercito pontificio, costituite per due terzi da italiani e per il resto da volontari europei, tra cui francesi (specie nella cosiddetta "Legione di Antibes"), mentre gli Zuavi pontifici erano un corpo multinazionale costituito da volontari belgi, svizzeri, irlandesi e olandesi, oltre che francesi (tra cui anche canadesi di lingua francese).

## L'invasione del Lazio
L'invasione degli Stati Pontifici era imminente. Il 21 settembre 1867 il presidente del consiglio Urbano Rattazzi fece pubblicare sulla Gazzetta Ufficiale un monito con cui si esortavano gli italiani a rispettare l'integrità territoriale pontificia e non violare la frontiera. Ogni tentativo di sconfinamento sarebbe stato impedito. In visita ad Arezzo, Garibaldi reagì chiamando all'appello i volontari per la conquista di Roma. Due giorni dopo, il generale nizzardo programmò di lasciare Sinalunga e spostarsi verso il confine, ma il prefetto di Perugia ne ordinò l'arresto. Il tenente Pizzuti, della luogotenenza d'Orvieto, si presentò alle ore 6 del 23 settembre presso l'abitazione di Garibaldi. Il generale, che stava ancora dormendo, non oppose resistenza. Salì sul treno e fu scortato fino ad Alessandria. Alla notizia dell'arresto, si verificarono tumulti in alcune città d'Italia. Garibaldi espresse il desiderio di essere trasferito a Caprera e il governo acconsentì.
La detenzione del generale tuttavia non eliminò la minaccia dell'invasione dello Stato Pontificio. Infatti il 5 ottobre alcuni volontari raggiunsero Bagnorea, barricandosi nel convento di San Francesco. La settimana successiva ci furono ulteriori sconfinamenti a Viterbo e Montelibretti. Non riuscendo le truppe italiane ad arginare il fenomeno, Napoleone III annunciò l'imminente invio di un corpo di spedizione francese. Il governo italiano, nell'estremo tentativo di evitare questa eventualità, promise di prodigarsi ulteriormente contro i volontari. La situazione precipitò il 16 ottobre, quando Garibaldi evase da Caprera presentandosi qualche giorno dopo a Firenze, in piazza Santa Maria Novella, arringando la folla. La situazione era sfuggita di mano alle autorità italiane. 

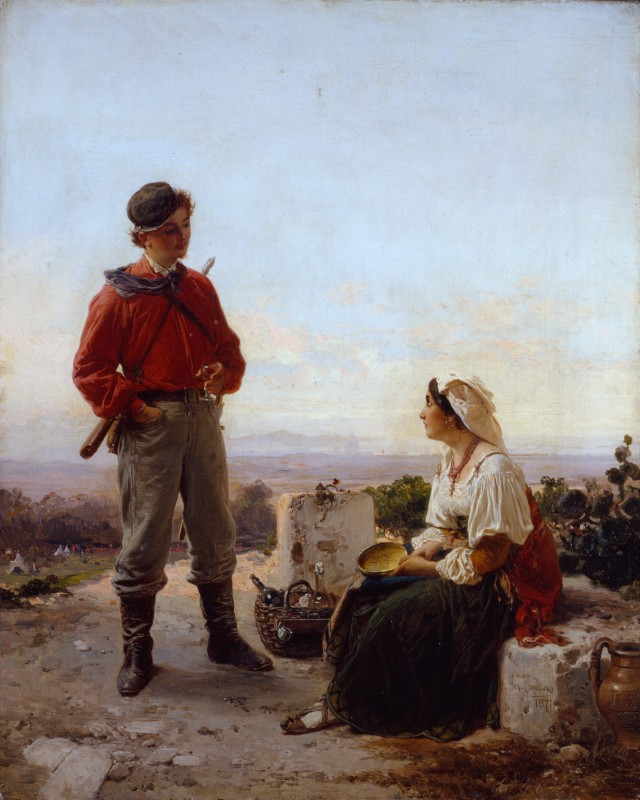
Gerolamo Induno, Il garibaldino. Il dipinto raffigura un volontario assieme a una ragazza della campagna romana.

Il 22 ottobre a Roma avvenne un attentato alla caserma Serristori, causando la morte di venticinque zuavi pontifici che lì avevano quartiere, quasi tutti italiani e francesi e di due cittadini romani (Francesco Ferri e la figlia di sei anni, Rosa). L'attentato doveva dare il via a una sollevazione, che invece non ci fu. Il 24 novembre 1868 fu eseguita la sentenza di condanna a morte per decapitazione, sottoscritta da papa Pio IX, del patriota Giuseppe Monti (muratore di Fermo) e del romano Gaetano Tognetti a Roma in largo dei Cerchi (vicino al Circo Massimo).
Il 23 ottobre 1867 ebbe luogo lo scontro di Villa Glori, quando un drappello di settantasei volontari guidati da Enrico e Giovanni Cairoli, giunti a prendere contatto con i rivoluzionari romani, non trovarono nessuno ad attenderli e vennero sopraffatti dai Carabinieri svizzeri dell'esercito pontificio. Garibaldi paragonò il loro sacrificio a quello di Leonida alle Termopili in Grecia e infatti l'architetto Giulio De Angelis, che ha realizzato i disegni del Museo, ne ha fatto un tempio greco-romano. Numerosi sono i cimeli dei Cairoli nel Museo di Mentana.
Il 25 ottobre gli Zuavi pontifici assaltarono, non senza perdite, il lanificio Aiani a Trastevere, centro clandestino del moto insurrezionale, dove si radunavano patrioti e si preparavano armi e bombe per gli insorti, uccidendo nove dei patrioti presenti, tra cui Francesco Arquati.
Il 26 ottobre Garibaldi, con il suo piccolo esercito di volontari (circa 8 000 uomini), decise di occupare Monterotondo. Si fermò dapprima nella locanda Frosi e poi nel castello Orsini, ospite del principe, il garibaldino don Ignazio Boncompagni. Qui, tuttavia, Garibaldi decise di arrestare la marcia, nell'inutile attesa della sperata insurrezione in Roma. Solo alcuni reparti vennero inviati verso Roma. Lo stesso generale avanzò il 29 ottobre sino a Villa Spada e al Ponte Nomentano, nella speranza di suscitare, con la sua presenza, una ribellione in Roma che, in effetti, si limitò ad alcuni scontri a fuoco: il 30 Garibaldi tornò sui propri passi a Monterotondo.
Lo stesso 26 ottobre il secondo battaglione della colonna di Nicotera, partito a occupare Monte San Giovanni, fu respinto da un attacco a sorpresa dei soldati pontifici e si ritirò. Solo trentanove coraggiosi della quinta e della settima compagnia, guidati dal maggiore siciliano Raffaele de Benedetto e dal capitano senese Giuseppe Bernardi, decisero di tenere il campo contrattaccando alla baionetta. I trenta volontari rimasti, incalzati dai pontifici, si barricarono all'interno della Casina Valentini, rifiutandosi di cedere le armi, nonostante fossero circondati e presi di mira da quattrocento nemici tra zuavi, gendarmi e squadriglieri papali. Dopo otto ore di combattimento, non essendo riuscite a vincere l'eroica resistenza dei garibaldini, le truppe pontificie appiccarono il fuoco alla casina. I patrioti operarono allora un'audace e improvvisa sortita, riuscendo a rompere l'accerchiamento a colpi di moschetto e baionetta. Dopo due ore di cammino notturno, i soli ventidue superstiti, tra cui Giacomo de Zanchi, Giacomo Amoretti e il conte Ottavio Vulcano, poterono riunirsi al battaglione.
Nel frattempo giunse conferma che truppe regolari italiane avevano anch'esse attraversato il confine, con la missione ufficiale di arrestare Garibaldi; si sperò, forse, in qualche complicazione fra queste e la guarnigione di Roma. Nulla di tutto questo accadde.

## I preparativi nell'esercito pontificio

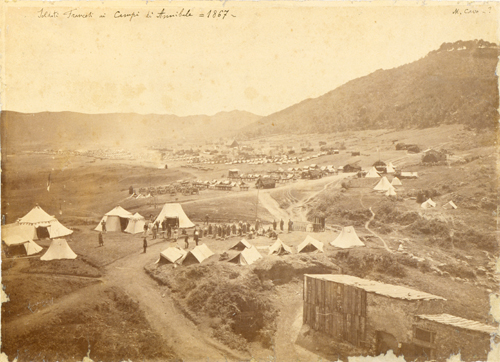
Fratelli D'Alessandri, Accampamento dell’esercito pontificio ai Campi d’Annibale presso Monte Cavo (1867)

Dopo la sconfitta di Monterotondo (26 ottobre), il generale Kanzler decise di concentrare l'intero esercito a protezione di Roma e di Civitavecchia. Il 29 ottobre approdò a Civitavecchia il corpo di spedizione francese guidato dal generale Pierre Louis Charles de Failly. Con l'arrivo dei francesi le forze di Kanzler raggiunsero la superiorità numerica, conferendo al generale concrete speranze di vittoria. Nel consiglio di guerra del 21 ottobre lo stato maggiore aveva deciso di disporre le forze di difesa romane su tre linee: la prima sul fiume Aniene, la seconda a protezione dei 25 km di mura urbane e la terza a protezione della Città leonina e di Castel Sant'Angelo. La prima decisione presa da Kanzler fu di far saltare il ponte Salario sull'Aniene e di minare gli altri ponti.
A scompaginare i piani di Garibaldi intervenne inaspettatamente Vittorio Emanuele II. Il re, in numerose occasioni precedenti (vedi lo sbarco dei Mille in Sicilia), aveva fatto da osservatore compiaciuto delle gesta del generale nizzardo. Il 27 ottobre, invece, rese noto un proclama alla Nazione, in cui prese ufficialmente le distanze dalla Campagna dell'Agro romano. Se l'intenzione del re era quella di far fallire il progetto, non è possibile dire. Di certo, dopo la pubblicazione del proclama oltre duemila uomini disertarono e le truppe di Garibaldi si assottigliarono a 5 000 unità.
Il buon servizio informazioni di cui Kanzler disponeva lo avvisò che una colonna di garibaldini, al comando di Vincenzo Orsini, era dislocata a qualche chilometro di distanza dal grosso delle truppe. Per Kanzler fu un'informazione decisiva: immediatamente dispiegò le truppe verso Albano e Velletri per impedire alla colonna Orsini di ricongiungersi alla principale. Il 1º novembre si incontrò con il capo della spedizione francese, generale De Failly (22 000 soldati e 42 cannoni). Con suo disappunto gli venne comunicato che i francesi sarebbero rimasti tutti a Civitavecchia, tranne una brigata di 2 000 uomini comandata dal generale de Polhes. Kanzler riorganizzò il suo esercito: affidò al colonnello Raphael de Courten una formazione composta da Zuavi (due battaglioni), Carabinieri (un battaglione), Legionari (uno), la batteria di campagna, i Dragoni, gli Zappatori e i gendarmi. In tutto oltre 3 000 soldati e 6 cannoni. Il gruppo più numeroso erano gli Zuavi, 1 500 uomini. Ai suoi comandi vi era anche il battaglione di De Polhes.

## La battaglia

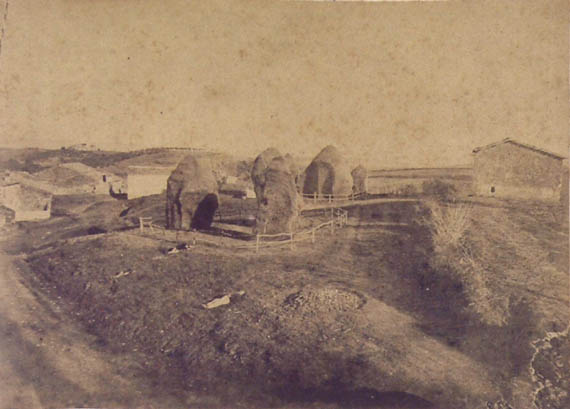
Antonio D'Alessandri, Campo di battaglia di Mentana

Nella notte tra il 2 e il 3 novembre le forze pontificie si misero in movimento. Gli uomini di Kanzler uscirono da Roma alle 2:00. Un'ora dopo li seguirono i soldati di de Polhes; insieme si diressero verso le posizioni garibaldine a Monterotondo.
Garibaldi disponeva di truppe ridotte dalle diserzioni, male equipaggiate e sostanzialmente prive di cavalleria e artiglieria. Aveva deciso di raggiungere Tivoli, dove avrebbe sciolto la legione garibaldina. Erano state costituite sei brigate, ognuna composta da tre o quattro battaglioni, guidate rispettivamente dal Salomone, dal colonnello Frigyesi, dal maggiore Eugenio Valzania, dal colonnello Elia e dal maggiore Achille Cantoni, il patriota forlivese che, avendo salvato la vita a Garibaldi presso Velletri ed essendo poi caduto a Mentana, Garibaldi erse a protagonista del romanzo storico Cantoni, il volontario.

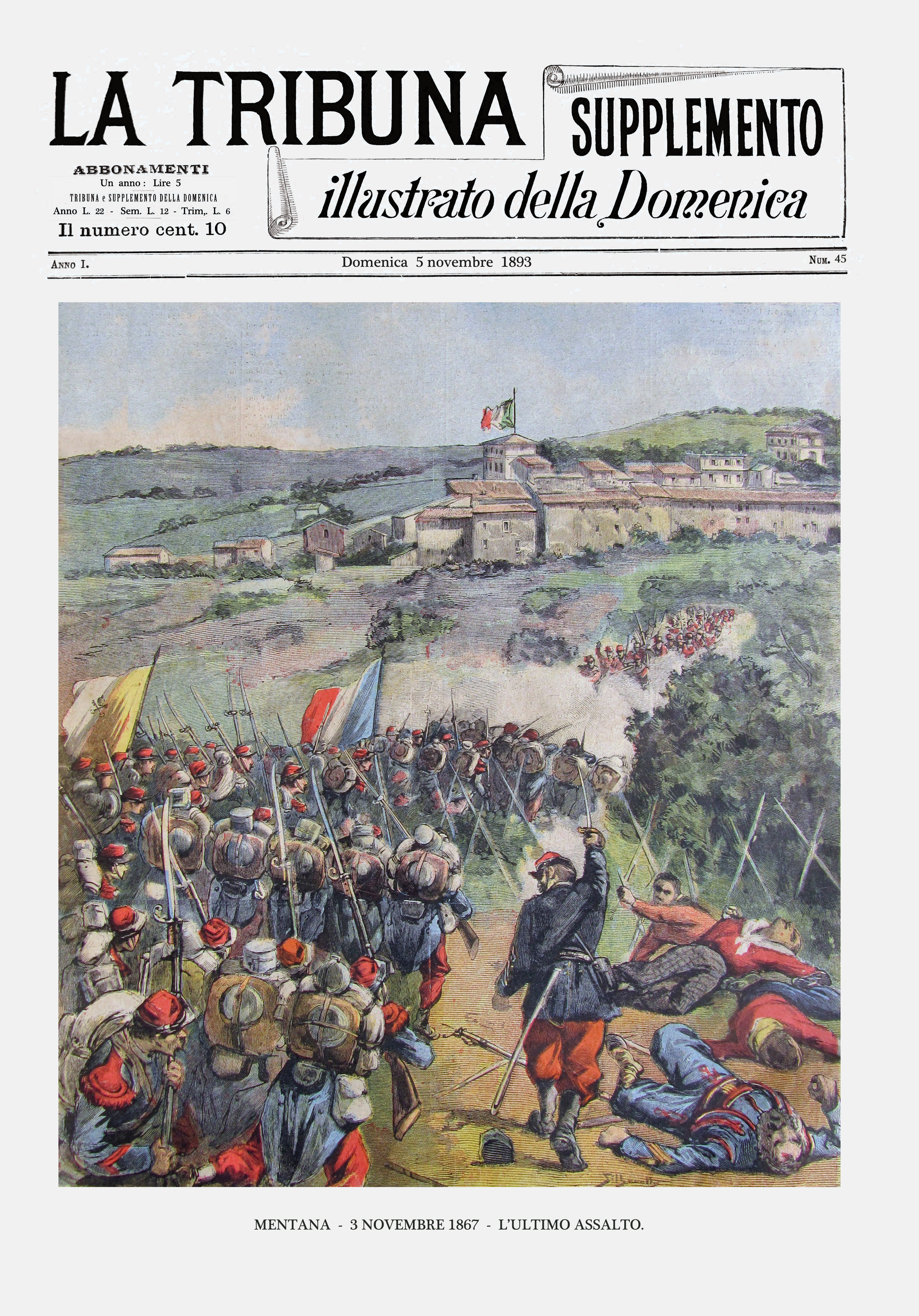
«La Tribuna illustrata», 5 novembre 1893

Si aggiungeva uno squadrone di Guide a cavallo, forte di circa 100 unità, guidato da Ricciotti Garibaldi (l'ultimo figlio del generale con Anita Garibaldi) e una singola batteria con due cannoni. L'armamento era costituito, probabilmente, per due terzi da fucili ad avancarica e per un terzo, addirittura, da moschetti a pietra focaia. Circa metà degli effettivi erano veterani di altre campagne risorgimentali, mentre la restante metà erano volontari privi di esperienza bellica, anche se supportati da ufficiali piemontesi.
I pontifici erano rappresentati da truppe anch'esse volontarie, ma veterane, molto motivate e di più prolungato inquadramento. L'Esercito pontificio era composto da circa 3 000 uomini, oltre ai circa 2 500 del corpo di spedizione francese, truppe regolari in parte mercenarie (il "soldo" era di 50 centesimi al giorno + minestra, pane e caffè). I francesi erano equipaggiati con il nuovo fucile Chassepot modello 1866 a retrocarica, munito di un otturatore e caricato a cartuccia di cartone: esso permetteva di caricare 12 colpi al minuto, un'enormità per l'epoca, che mostrò le sue qualità durante la guerra franco-prussiana. La cavalleria era costituita da circa 150 dragoni e 50 cacciatori a cavallo; l'artiglieria consisteva in circa 10 pezzi.

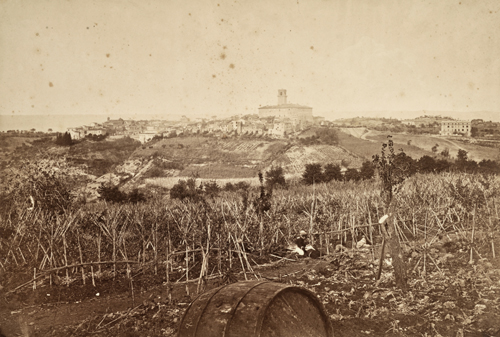
Il campo di battaglia verso Monterotondo

Proseguendo lungo l'antica Via Nomentana in direzione Monterotondo, pontifici prima e francesi poi giunsero in prossimità della tappa intermedia di Mentana nel primo pomeriggio. Di fronte a loro il villaggio si presentava sull'alto di una collina a forma di promontorio, cinto da un muraglione di fronte a un antico castello medioevale, volto proprio verso la Nomentana.
Alcune miglia a sud, tre compagnie di Zuavi pontifici vennero inviate lungo il Tevere verso Monterotondo e il fianco destro del fronte garibaldino. La colonna principale, invece, con i dragoni all'avanguardia e i francesi in retroguardia, proseguì, sempre verso Monterotondo, lungo la Nomentana. Essi presero un primo, inaspettato, contatto con gli avamposti di Garibaldi già a sud di Mentana, mentre era in corso il trasferimento dei volontari in direzione di Tivoli. De Courten li sospinse verso la località Vigna Santucci, il casale che domina la collina dove sorge Mentana. Qui la posizione era difesa da tre battaglioni di camicie rosse, schierate a sinistra sul monte Guarnieri e a destra nella fattoria di Vigna Santucci.
Entro le due del pomeriggio gli assalitori abbandonarono entrambe le posizioni e piazzarono l'artiglieria sul monte Guarneri, in vista del villaggio e del vicino altopiano. Villa Santucci fu definitivamente presa dagli uomini di De Courten. Ma nelle zone circostanti la battaglia continuava.

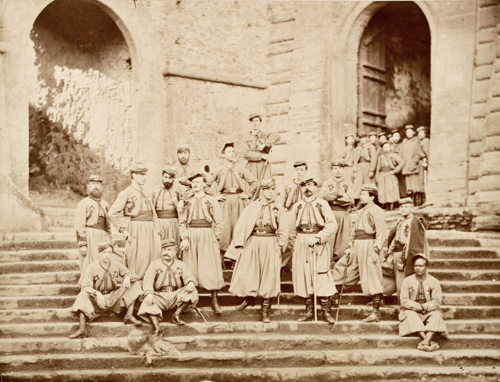
Zuavi pontifici nel castello di Mentana dopo la battaglia

Garibaldi schierò la modestissima artiglieria su un'altura a nord, il Monte San Lorenzo e la gran parte delle truppe (Frigyesi, Valzania, Cantoni ed Elia) all'interno e intorno al villaggio murato e al castello, in posizioni fortificate. Contro queste difese si infransero ripetuti assalti pontifici e francesi, con relativi contrattacchi, continuati sino all'inizio della notte. A questo punto venne programmato un contrattacco di aggiramento su entrambi i fianchi dello schieramento franco-pontificio, che non ebbe successo.
Nel frattempo le tre compagnie di Zuavi che avevano marciato lungo il Tevere occuparono la strada fra Mentana e Monterotondo, inducendo Garibaldi a recarsi personalmente sul luogo, lasciando la legione a difendere Mentana.
A questo punto il corpo francese attaccò le camicie rosse sul loro fronte sinistro e sfondò le linee nemiche. I difensori fuggirono verso Monterotondo o si rifugiarono asserragliandosi nel castello.

## Esito

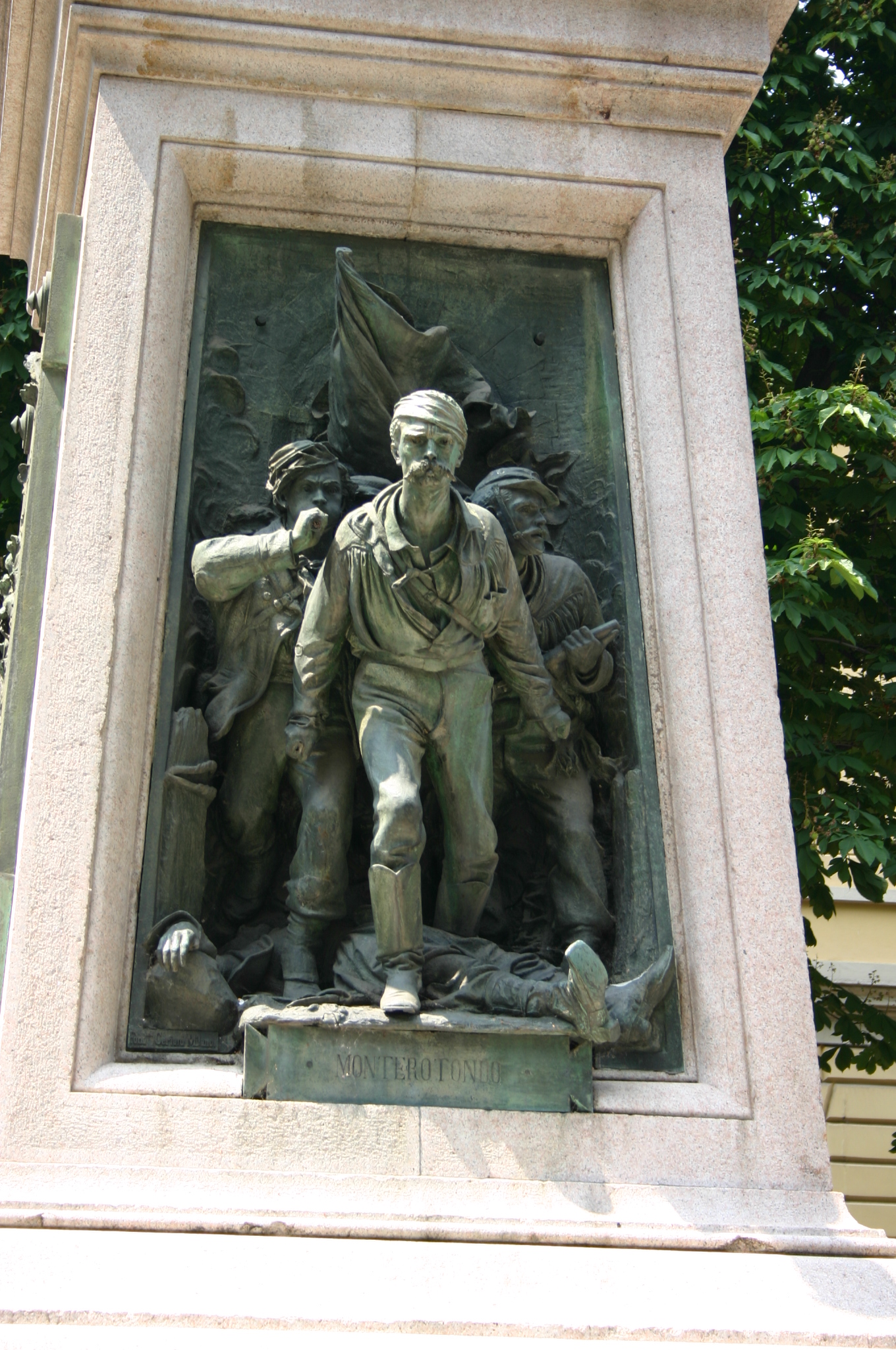
Garibaldino ferito (Monumento ai caduti di Mentana, Milano)

I difensori del castello si arresero ai pontifici la mattina successiva. Garibaldi stesso ripiegò nel Regno d'Italia con 5 000 uomini, inseguito sino al confine dai Dragoni. Al termine della giornata i franco-pontifici avevano registrato 32 morti e 140 feriti, i garibaldini 150 morti e 220 feriti, oltre a 1 700 prigionieri. La rivista delle truppe vincitrici si tenne in piazza di Termini.
Sin dall'indomani della battaglia il merito della vittoria venne attribuito ai regolari francesi e ai loro fucili chassepot. Ad esempio, quando il 6 novembre i vincitori rientrarono in Roma per la sfilata trionfale, la folla li acclamò come i veri vincitori della giornata, gridando «Viva la Francia». L'analisi militare però già all'epoca generò controversie. Secondo lo storico cattolico Innocenti, il peso dato alle nuove armi fu più una mossa di propaganda che una situazione reale. Tra i sostenitori della teoria secondo la quale la vittoria dei pontifici e dei francesi non fu dovuta solo al fucile Chassepot si può annoverare il garibaldino Mombello, combattente nello scontro, che in un suo libro di memorie sulla battaglia riportò di non aver sentito gli spari di quel fucile e anzi ne contestò il vantaggio tecnologico. A suo parere, infatti, il fucile francese era meno preciso di quelli garibaldini e il campo di battaglia pieno di ripari e avvallamenti favoriva più la precisione che la frequenza di tiro.
Gli esiti dello scontro vennero ampiamente discussi anche a livello medico sulla rivista "The Lancet", dove furono pubblicate le osservazioni del dottor Gason, che operò a Roma sui combattenti provenienti da Mentana e riportò la comparazione tra le ferite causate dai proiettili sparati dagli Chassepot e quelle causate dai proiettili a palla tonda Miniè che venivano impiegati in due calibri. Il medico notò come da Mentana giungessero soldati che presentavano ferite causate da proiettili che non generavano grandi perdite di sangue, ma erano in grado di fratturare le ossa lunghe. Questi proiettili, quindi, erano più letali nell'immediato, ma chi veniva colpito in modo non fatale aveva migliori probabilità di sopravvivere. Gason sottolineò però che ciò era in contrasto con quanto invece riportato nei resoconti precedenti per le ferite da Chassepot. All'epoca i resoconti esistenti, successivi a una battaglia avvenuta a Lione, parlavano di effetti molto più gravi, con lacerazioni causate dai proiettili in uscita molto vaste.

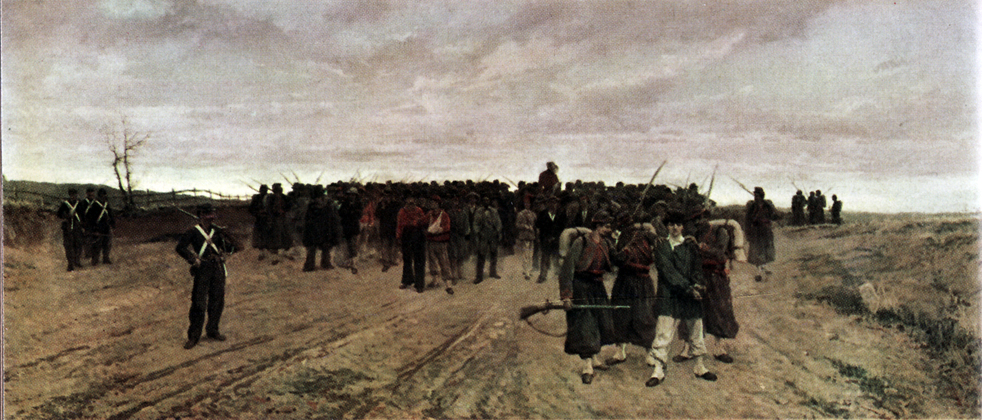
Onorato Carlandi, Ritorno da Mentana, 1872

Il garibaldino Mombello, tra i sostenitori della teoria secondo la quale la vittoria dei pontifici e dei francesi non fu dovuta solo al fucile Chassepot, nella sua testimonianza riportò:
(Augusto Mombello)
Il Mombello non solo riporta la sua testimonianza, ma spiega anche militarmente per quale motivo, a suo dire, i Chassepots non furono l'unico motivo della vittoria dei pontifici:
(Augusto Mombello)
Il 6 novembre le truppe franco-pontificie rientrarono vittoriose a Roma. Alcuni prigionieri furono condotti a Roma, altri scortati al confine dai gendarmi francesi e presi in consegna dall'esercito italiano. Gli arrestati furono smistati fra Terni, Spoleto e Foligno e i feriti presi in consegna e ricoverati. Tra i feriti vi era anche Helena Blavatsky, colpita al torace da due pallottole, creduta morta e salvata in extremis.

## Conseguenze

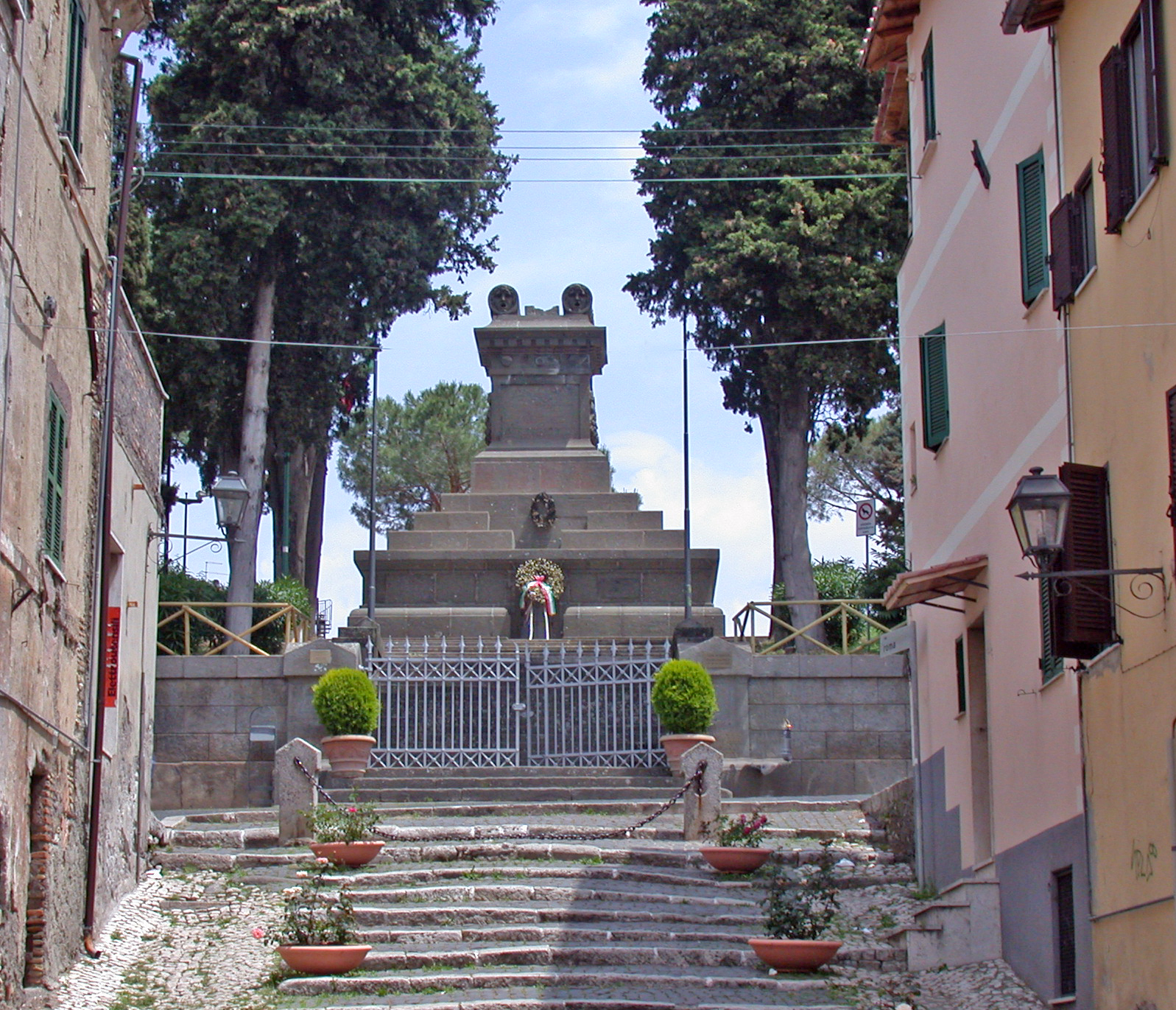
L'ara garibaldina a Mentana, monumento ossario inaugurato il 1877

Mentana assicurò allo Stato Pontificio tre ulteriori anni di vita, dei quali il sovrano pontefice profittò per tenere l'allora tanto discusso Concilio Vaticano I (giugno 1868 - luglio 1870). Lì Pio IX ottenne, fra l'altro, la sanzione dei princìpi già espressi nel Sillabo del 1864 e la costituzione apostolica Pastor Aeternus, che impone l'infallibilità del vescovo di Roma quando definisce solennemente un dogma.
Mentana sancì, inoltre, il definitivo allontanamento di Napoleone III dalle simpatie del movimento nazionale italiano, a esito di un processo già iniziato con l'armistizio di Villafranca. Era facile, in quei giorni, ricordarlo come l'uomo che aveva messo fine alla Repubblica Romana nel 1849. La storiografia contemporanea tende, con maggiore gratitudine, a ricordarlo come colui che permise ai piemontesi di cacciare gli austriaci dalla Lombardia, il vero alleato del conte di Cavour.
Argomentando che il governo italiano non era stato in grado di garantire la sicurezza dello Stato Pontificio e dunque, secondo i francesi, aveva violato la Convenzione di settembre (1864), Napoleone III inviò nuovamente a Roma le sue truppe. Con questo pretesto, il Secondo Impero aveva rimesso nuovamente piede nell'Urbe, annullando l'efficacia di quanto sancito negli accordi del 1864.
Garibaldi, anche se ormai vecchio (era nato il 4 luglio 1807), regolò i propri personali conti con Napoleone III a seguito della sconfitta di quest'ultimo alla battaglia di Sedan, nel corso della guerra franco-prussiana: raggiunta la Francia nell'ottobre del 1870, ottenne uno dei rari successi francesi della campagna in difesa della neonata Repubblica francese (battaglia di Digione) contro i prussiani.
Anche Vittorio Emanuele II di Savoia aveva saputo attendere: il 20 settembre 1870 (18 giorni dopo la resa dell'imperatore a Sedan e pochi giorni prima della partenza di Garibaldi per la Francia) il regio esercito italiano aprì una breccia nelle mura aureliane nei pressi di Porta Pia, segnando la fine dello Stato Pontificio.

## Fotografi sul campo di battaglia di Mentana
Mentana è la prima battaglia combattuta in Italia della quale si conservano immagini fotografiche. Sul campo di battaglia furono presenti e operarono alcuni fotografi, il più noto dei quali è senz'altro Antonio D'Alessandri, titolare insieme al fratello Francesco Paolo dello studio fotografico Fratelli D'Alessandri. Nella mostra della fotografia romana del 1953 furono esposte le seguenti foto: "Veduta del paese", "I pagliai", "Il campo di battaglia verso Monterotondo", "Morti sulla strada", "Vigna Santucci" (foto del 3 novembre 1867); "Trofei presi ai garibaldini di Mentana" (fotografia con la scritta Portae inferi non praevalebunt).
Racconta Silvio Negro, storico della fotografia romana, che
(Silvio Negro, Seconda Roma, p. 395)

## Caduti di Mentana
Nell'elenco dei caduti, in quella che una legge del 1899 riconobbe come Campagna dell'Agro romano per la liberazione di Roma, sono elencati tutti i morti, dai fratelli Cairoli a Giuditta Tavani Arquati, caduti nel 1867 a Bagnoregio, Subiaco, Monte San Giovanni Campano, ecc. L'ara-ossario inaugurata nel 1877 fu chiusa dalla Società Patrie Battaglie nel 1937 proprio per raccogliere tutti i caduti ovunque deceduti nel 1867.

### Garibaldini
- Giuseppe Ricciardi
- Francesco Acerbi;
- Candido Agostini;
- Antonio Albera;
- Cesare Alessandrini;
- Attilio Andreucci;
- Romolo Angelucci;
- Romeo Animali;
- Giovanni Battista Arata;
- Antonio Arquati;
- Nicola Assanti;
- Lorenzo Avanzini;
- Ernesto Baffi;
- Demetrio Baini;
- Rodolfo Balzarotti, di Como;
- Carlo Baraggio;
- Filippo Barchiesi, di Loreto (AN);
- Gaetano Bartolini;
- Vincenzo Barzetti;
- Oreste Basini;
- Leonardo Bastianelli;
- Giovanni Bazzocchi;
- Ettore Bencivengna;
- Almerico Benedetti;
- Enrico Bernardi;
- Giuseppe Bernardi;
- Vincenzo Bertagni, di Livorno;
- Francesco Berti;
- Raffaele Berti;
- Cesare Bettarelli;
- Alessandro Betti;
- Eugenio Bianchini;
- Valentino Bianconi;
- Mariano Bisbocci;
- Giulio Bolis;
- Achille Bologna;
- Antonio Bonanni, di Poggio Mirteto;
- Albino Bondi;
- Clemente Bondi;
- Egidio Boni, di Livorno;
- Pietro Boni;
- Gaudenzio Bono;
- Luigi Borani;
- Achille Borghi;
- Pietro Boschi, di Rieti[30];
- Francesco Bosi;
- Giacomo Bottega;
- Giovanni Bovi Campeggi, di Bologna;
- Giovanni Brizzi;
- Pietro Bucciglioni;
- Filippo Buma;
- Antonio Buzzi;
- Enrico Cairoli;
- Giovanni Cairoli;
- Gustavo Caillon, di Livorno;
- Achille Cantoni, di Forlì;
- Natali Capaccioli;
- Natale Capanaroli;
- Giuseppe Caparara;
- Pietro Cappuccini;
- Antonio Caretti, di Milano;
- Pietro Carletti;
- Augusto Carlotti;
- Paolo Casertelli;
- Giovanni Cavalcoli Ferri;
- Francesco Chelazzi;
- Giovanni Cherubini;
- Ferruccio Chiti;
- Ubaldo Cipriani, di Livorno;
- Pietro Clementini;
- Ercoli Coli;
- Ludovico Collucciello;
- Luigi Colonnelli;
- Pietro Colonnelli di Loreto;
- Ettore Comparini;
- Eduardo Corazzini;
- Angelo Cortinois;
- Luigi Costa;
- Pietro Costa, di Livorno;
- Raffaele Costanzi;
- Giuseppe Cozza;
- Geniale Cremonesi;
- Pietro Crespi;
- Rodolfo Curti;
- Diomede D'Alesio;
- Ferdinando Damiani;
- Domenico Dandini;
- Pietro De Angelis;
- Raffaele De Benedetto;
- Antonio De Capitani D'Arzago;
- Domenico De Fabritis;
- Nicola De Franchis;
- Luigi Degli Innocenti;
- Vincenzo Del Cogliano;
- Valentino Del Frate;
- Leopoldo Della Torre;
- Antonio Dighiero;
- Augusto Dominicali;
- Antonio Donini;
- Giuseppe D'Orazi;
- Luciano Epifani;
- Eugenio Ermellini;
- Romolo Fabri;
- Giuseppe Fabrizi;
- Pietro Fabrizi;
- Giuseppe Facci;
- Feliciano Falcinelli;
- Francesco Fanti;
- Alessandro Fantozzi;
- Primo Farneti;
- Riccardo Fermi;
- Giuseppe Fermi;
- Enrico Ferrole;
- Giuseppe Fioramonti;
- Alberto Fiorentini;
- Francesco Flavioni;
- Pacifico Fontanieri;
- Francesco Franceschi, di Livorno;
- Martino Franchi;
- Zenobio Francisi;
- Terenzio Genianiani;
- Eurico Gherardi;
- Vincenzo Gliselli;
- Giorgio Gigli;
- Federico Ginocchi;
- Giovanni Giovacchini;
- Giuseppe Giovacchini;
- Paolo Giovacchini;
- Francesco Giorgini;
- Pietro Giovagnetti;
- Fabbio Giovagnoli;
- Carlo Giovannini;
- Diego Giovannetti;
- Icilio Gironi;
- Francesco Giuliani, di Livorno;
- Giovanni Battista Gori, assegnata medaglia il 4 settembre 1871 numero 4839[senza fonte]
- Cesare Govoni;
- Achille Grassi;
- Luigi Grassi, di Poggio Mirteto;
- Rocco Grassini;
- Giovanni Grotta, di Livorno;
- Pietro Gualagnini;
- Èrcole Guidi;
- Emilio Gussali;
- Emilio Gussalini
- Giovanni Battista Igi
- Augusto Innocenti;
- IannettiAngelo;
- Sante Lanari;
- Luigi Lanfo;
- Èrcole Latini;
- Luigi Leonardi;
- Alcide Linari Bellini, di Livorno;
- Sante Linari;
- Raniero Lippi;
- Pio Lombardi;
- Ettore Lucandri, di Rieti[30];
- Germano Maestrani;
- Domenico Magari;
- Angelo Magnarini;
- Francesco Maioni;
- Giuseppe Mancinelli;
- Antonio Mantovani;
- Ettore Marasini;
- Carlo Mariani;
- Lorenzo Marinangeli;
- Angelo Marinelli;
- Angelo Marioli;
- Giuseppe Marsano;
- Cesare Martinelli;
- Vittorio Masini;
- Vittorio Masini;
- Pietro Massimi;
- Lorenzo Mattai;
- Pietro Mazzoni;
- Aurelio Mecatti;
- Lorenzo Menghi;
- Girolamo Merli;
- Angelo Milareni;
- Giovanni Moglia;
- N. Monaco;
- Settimio Montanari;
- Giuseppe Moruzzi;
- Edoardo Negrini;
- Giovanni Neri;
- Luigi Nicasi, di Morra (frazione di Città di Castello);
- Felice Novelli;
- Francesco Paccazocchi, di Loreto;
- Silvestro Paci, di Livorno
- Angelo Pallotta;
- Pier Paolo Pallotta
- Ugo Pantolini;
- Vincenzo Pascoli;
- Edoardo Passarelli;
- Nicola Patrevecchia;
- Giuseppe Pecenco;
- Francesco Pellizzari Vigo, di Vimercate;
- Carlo Petroncini;
- Augusto Pezzoli;
- Agide Pirazzini;
- Luigi Poggini;
- Giovanni Pollaroli;
- Achille Porcacchia;
- Gaetano Prudenzi;
- Pietro Quintili;
- Giacomo Radice;
- Giulio Rappaini;
- Leopoldo Ravà;
- Mario Recchi;
- Antonio Riccardi;
- Giuseppe Ricci del Vasto
- [non chiaro]*Giuseppe Ricciardi;
- Valemmo Ripanti;
- Anselmo Riva;
- Giovanni Rizzo;
- Amatore Ronchetti;
- Francesco Rossi;
- Muzio Rossi;
- Nazareno Rossi;
- Eugenio Rossini, di Livorno;
- Raffaele Rossini;
- Ubaldo Ruspetti;
- Claudio Sabbatini;
- Francesco Sabbioni;
- Angelo Saccomano;
- Giuseppe Sammarini;
- Alessandro Santarelli;
- Romano Sanviti, di Loreto;
- Giuseppe Scaramellini;
- Leopoldo Schappadori;
- Giuseppe Segapeli;
- Mario Sentinelli;
- Oreste Severi;
- Gaetano Silva;
- Giovanni Sintoni;
- Enrico Spada;
- Giuseppe Spadoni;
- Adolfo Stefanina;
- Oreste Stignani;
- Vincenzo Storni;
- Michele Succhiarelli;
- Luciano Suppiei;
- Conte Angelo Tabili
- Cesare Talliani;
- Agostino Tagliazucchi;
- Oscar Talevi;
- Giuseppe Tampellini;
- Pietro Tassella;
- Pietro Terenzi;
- Luciano Testi;
- Luigi Testore;
- Gaetano Tiburzi, di Poggio Mirteto;
- Giuseppe Tobanelli;
- Bartolomeo Tortorelli;
- Pietro Trinca;
- Donato Turricchi;
- Giuseppe Vziel;
- Luigi Vecchioni;
- Giuseppe Venier;
- Gaetano Veronesi;
- Pietro Viancini;
- Domenico Vietri;
- Giuseppe Wecrhaguez;
- Francesco Zatabonelli;
- Gregorio Zalloni;
- Augusto Zen;

Tutti o quasi (salvo i caduti sepolti nelle tombe di famiglia dei paesi d'origine) sono tumulati nell'Ara-Ossario di Mentana realizzata nel 1877 e chiusa nel 1937.

### Soldati pontifici e francesi
- Pascal Henry, zuavo pontificio;
- Veaux, capitano degli Zuavi;

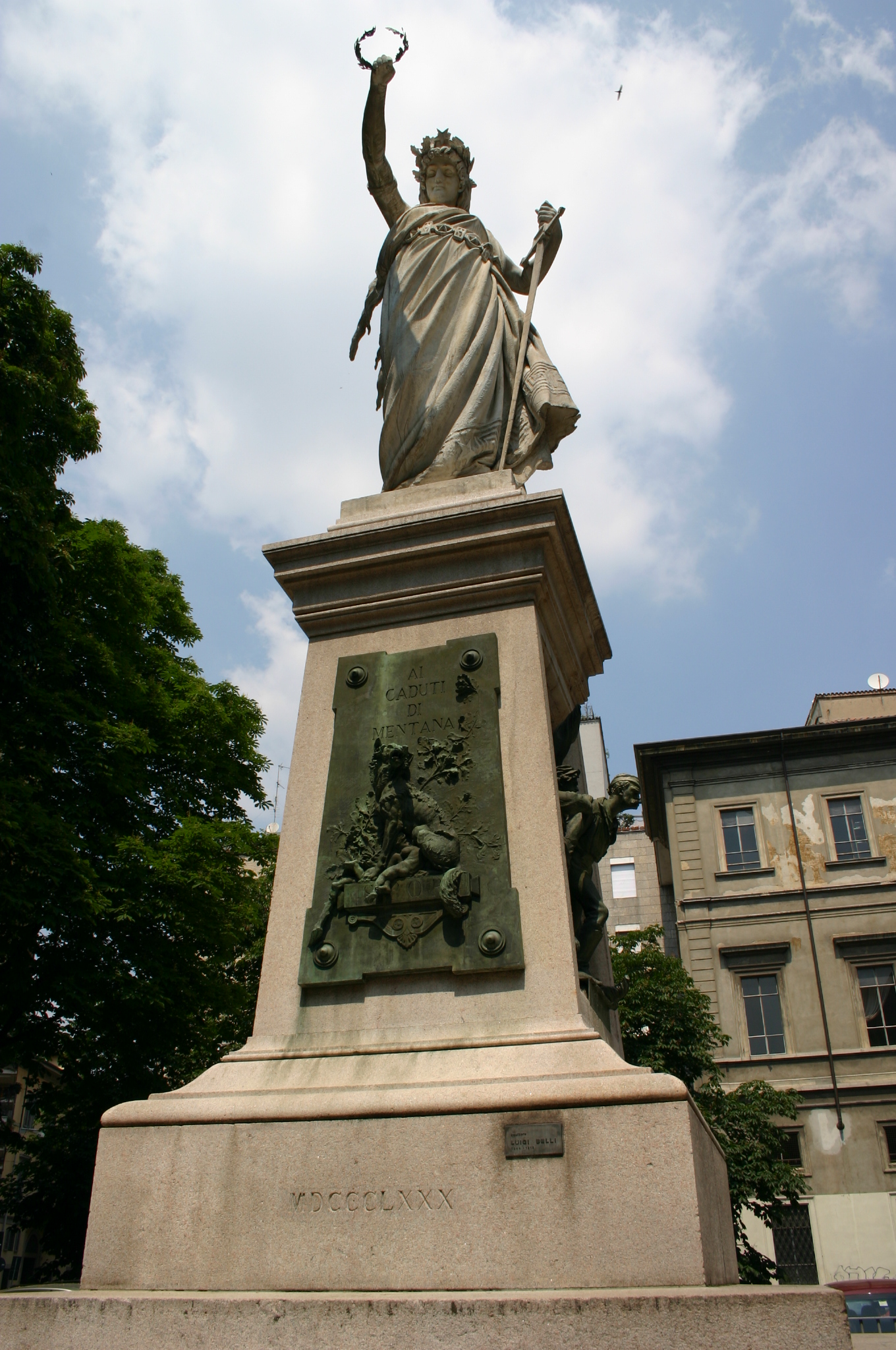
Luigi Belli, Monumento ai caduti di Mentana, Milano (1880)

- Conte Ildebrando Pulvano Guelfi di Scansano, ufficiale volontario;
- Conte Carlo Bernardini di Lucca.

L'elenco completo dei morti e rispettive località di provenienza è nell'ala nuova del Museo, inaugurata nel 2005 e gemellata con il Museo militare degli Alpini in Antrodoco (RI).
Il conte Ildebrando Pulvano Guelfi di Scansano, ufficiale volontario dell'Esercito Pontificio, a tutti gli effetti viene annoverato fra i caduti di Mentana, in quanto deceduto a causa delle ferite riportate durante il combattimento.

## La battaglia di Mentana nella letteratura
Nella letteratura italiana dell'Ottocento sono presenti racconti e descrizioni della battaglia di Mentana. Il romanziere antirisorgimentale padovano Alessio De Besi (1842-1893), che si arruolò volontario nell'esercito pontificio, trattò della battaglia nel suo libro Racconti di un codino.

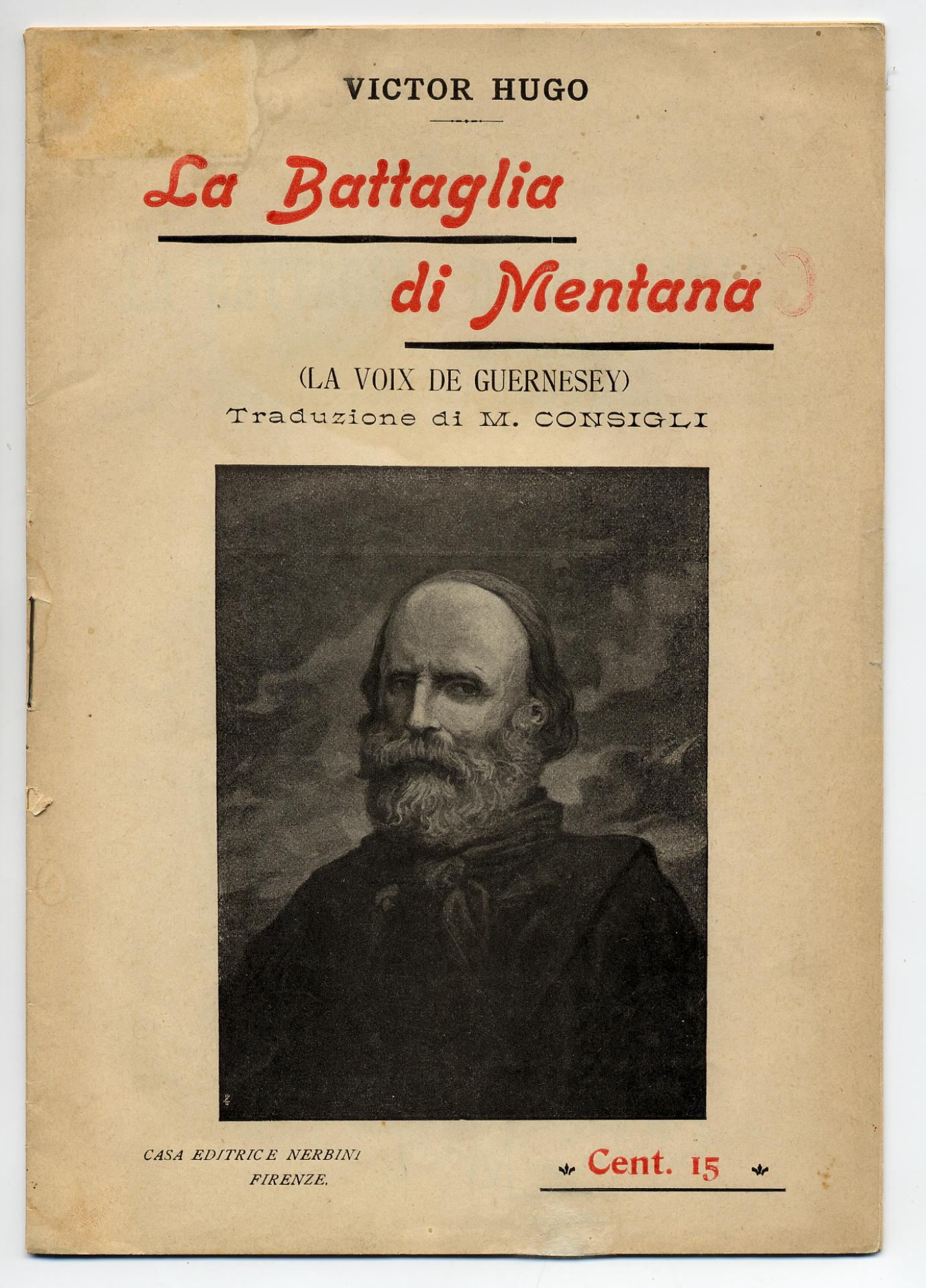

Victor Hugo, nel 1867, scrisse un breve poema epico intitolato La battaglia di Mentana a seguito dell’omonima battaglia avvenuta nello stesso anno.